# Cartuja de Santa María de Miraflores

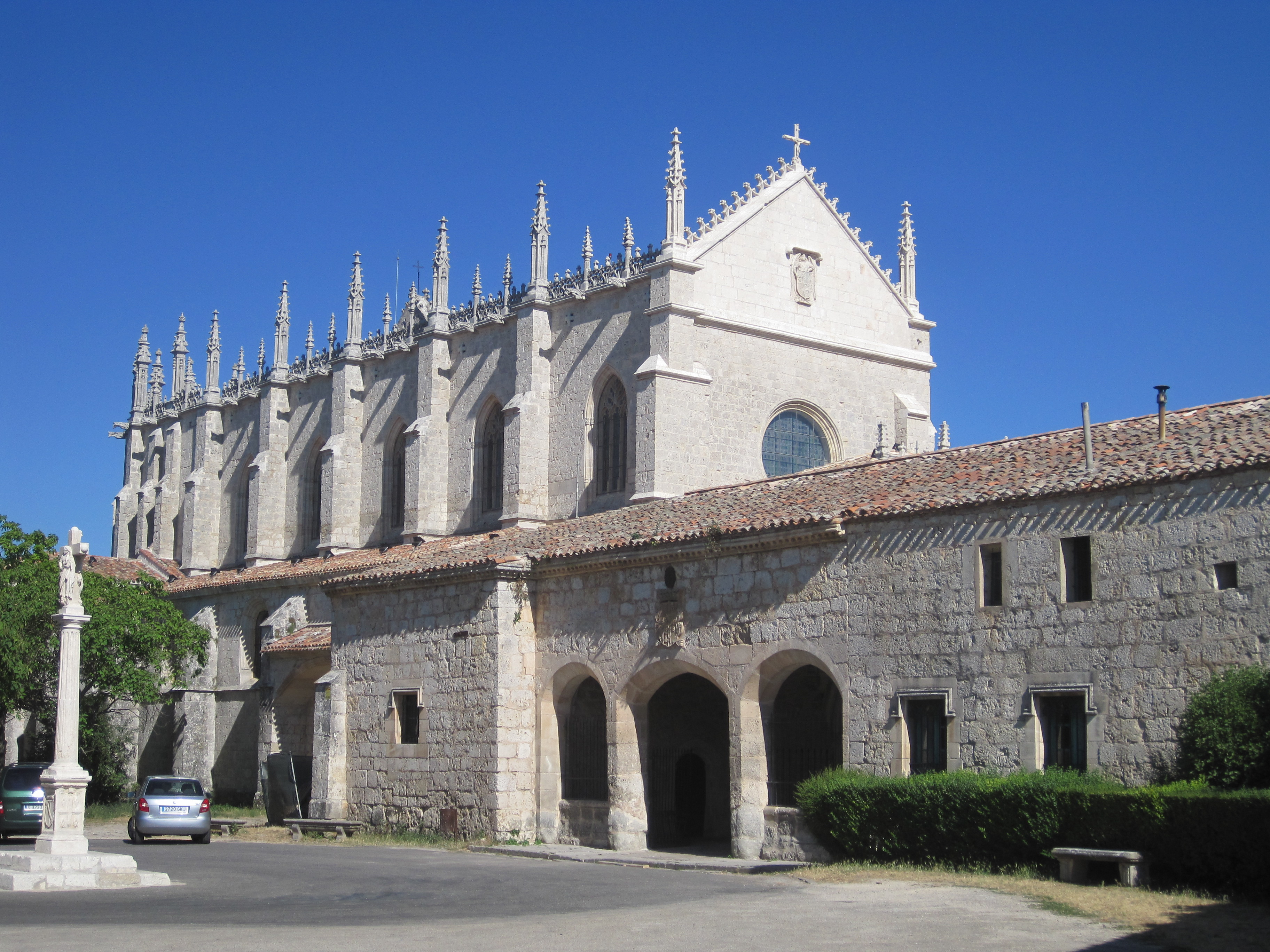
Cartuja de Miraflores

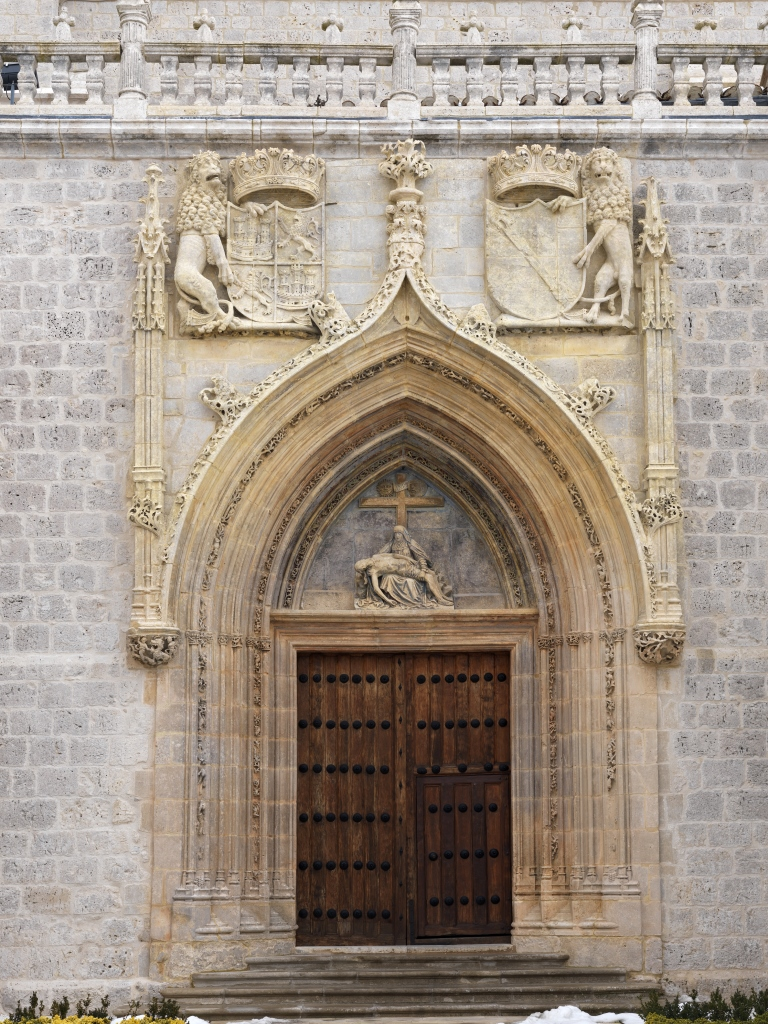
Portal mit Stifterwappen

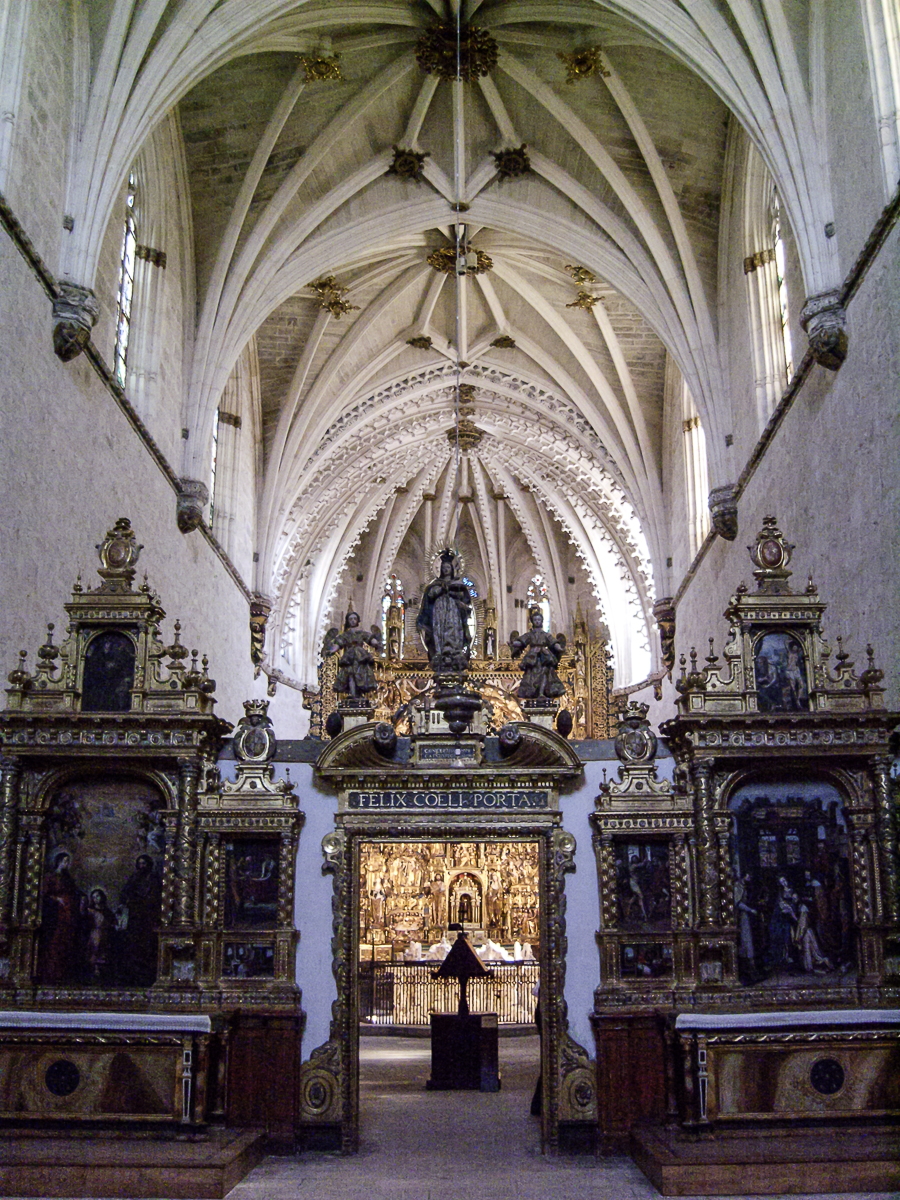
Coro und Altarretabel von Gil de Siloé

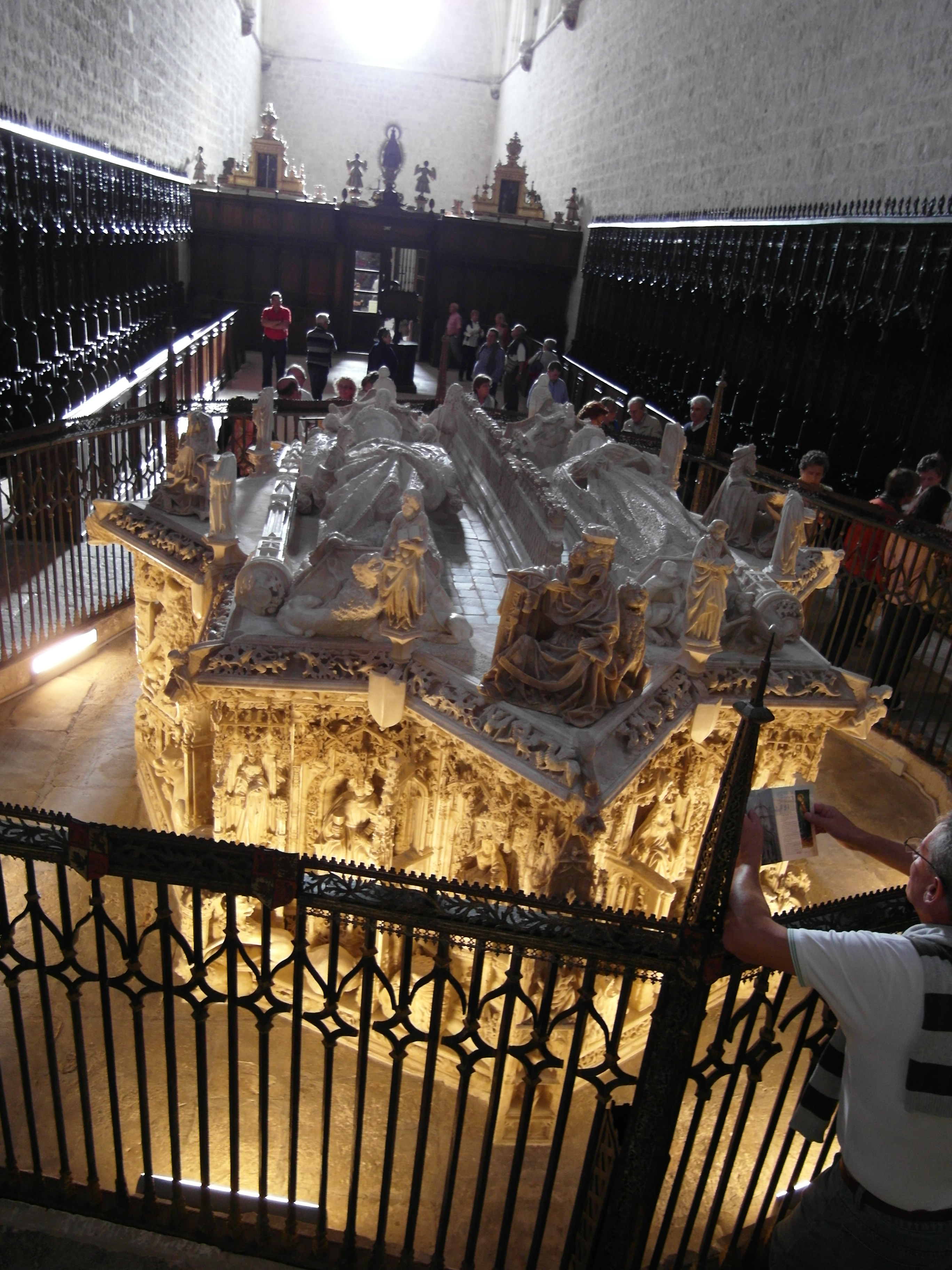
Grabmal Johanns II. von Kastilien und Isabellas von Portugal

Die Cartuja Santa María de Miraflores ist ein Kloster des kontemplativen Kartäuserordens in Spanien. Die Anlage ist seit 1923 als Bien de Interés Cultural unter der Nummer RI-51-0000238 gelistet.

## Lage
Das Kloster liegt ca. 3 km südöstlich der Stadt Burgos in Kastilien im Parque de Fuentes Blancas auf dem Südufer des Río Arlanzón in einer Höhe von ca. 865 m.

## Geschichte
Der Ursprung der Kartause geht auf das Jahr 1442 zurück, als König Johann II. von Kastilien dem Kartäuserorden einen unter seinem Vater erbauten Jagdpavillon zur Errichtung eines Klosters überließ. Nachdem das Gebäude im Jahr 1452 den Flammen zum Opfer gefallen war, wurde nach 1453 die bestehende Anlage durch Johannes von Köln neu errichtet und nach dessen Tod von seinem Sohn Simon von Köln bis 1484 vollendet. Johann II. und seine Gemahlin Isabella von Portugal wurden in der Kartause beigesetzt.

## Anlage und Bauten
Das Kloster ist eine Anlage der Spätgotik. Die einschiffige Kirche mit polygonaler Apsis besitzt ein Sterngewölbe. Die Westfassade zieren die Wappen der Stifter. Die Seitenkapellen auf der Nordseite wurden in den Jahren zwischen 1532 und 1539 angebaut.

## Ausstattung
Die Kartause birgt neben dem reich vergoldeten Hauptaltar aus der Zeit um 1496, den Gräbern von Johann II. und Isabella auch das Grab ihres Sohns, des Infanten und Gegenkönigs Alfons von Kastilien. Außerdem befindet sich in ihr ein Passionstriptychon, das der Schule von Rogier van der Weyden zugeschrieben wird. Bemerkenswert ist eine Tafel mit der Verkündigung. Der Miraflores-Altar von Rogier van der Weyden ist in die Gemäldegalerie Berlin gelangt.

## Besichtigung
Gemäß ihrer Berufung zum einsamen Leben erlauben die Klausurvorschriften der Kartäuser der Öffentlichkeit nur den Zugang zur Klosterkirche. Die Kartause selbst ist nicht zu besichtigen.